# Югай, Борис Александрович
Югай Борис Александрович (15 ноября 1957, с. Георгиевка Джамбульской области Казахской ССР — 12 марта 2010) — представитель высшего командования Вооружённых сил Кыргызской Республики, генерал-майор (2004).

## Биография
С 1975 по 1979 годы проходил обучение в Ленинградском высшем артиллерийском командном училище
По окончании училища до 1980 года проходил службу в должности командира взвода в Одесском военном округе.
1980—1982 годы проходил службу в состав Ограниченного контингента советских войск в Афганистане в должности командира взвода а после и командира роты.
1982—1986 — проходил службу в Группе советских войск в Германии.
1986—1988 — командир миномётной батареи в Ленинградском военном округе.
1988—1989 — начальник отдела в военном комиссариате Ноокатского района Ошской области Киргизской ССР.
1989—1994 — начальник отдела в военном комиссариате Аламединского района Киргизской ССР.
1994—1999 — начальник отдела в Главном организационно-мобилизационном управлении Министерстве обороны.
Летом и осенью 1999 года полковник Югай Борис принимал непосредственное участие в ликвидации боевиков Исламского движения Узбекистана, проникших в южные районы Кыргызстана.
1999—2000 — заместитель начальника Службы охраны Кыргызской Республики.
В 2001 году окончил высшие академические курсы Военной академии Генерального штаба Вооруженных Сил Российской Федерации «Военная безопасность государства».
2000—2002 — начальник Главного организационно-мобилизационного управления Министерстве обороны — заместитель Начальника Главного штаба Вооруженных Сил Кыргызской Республики.
С октября 2002 — заместитель министра обороны.
14 марта 2007 — 24 июня 2008 — начальник Главного штаба Вооруженных сил  первый заместитель министра обороны. Одновременно, с 6 октября 2007 — начальник Объединенного штаба ОДКБ.
В октябре 2008 года уволен в запас по собственному желанию.
Скоропостижно скончался 12 марта 2010 года.

## Награды
За время службы награждался орденами и медалями СССР и Киргизской Республики среди которых:
- Орден «За службу Родине в Вооружённых Силах СССР» II степени;
- Орден «За службу Родине в Вооружённых Силах СССР» III степени;
- Орден Дружбы;
- Медаль «За безупречную службу» I степени (кирг. Күжүрмөн кызмат өтөгөндүгү үчүн).